# Rudolph Hartmann
Ernst Gotthilf Rudolph Hartmann (* 1. Dezember 1816 in Plön; † 19. Januar 1893 in Marne) war ein deutscher Arzt und Heimatforscher.

## Leben
Rudolph Hartmann war ein Sohn des Marner Apothekers Carl Friedrich August Hartmann (1783–1850) und dessen Ehefrau Marina, geborene Jochims (1792–1853). Zu seinen Brüdern gehörte der Heimatforscher Friedrich Hartmann und der Soldat und Autor Nicolaus Carl Magdalus Hartmann.
Hartmann besuchte ein Gymnasium in seiner Geburtsstadt und begann im Wintersemester 1835 in Medizinstudium an der Universität Kiel. In den ersten Semestern studierte er auch Naturwissenschaften. Er schloss das Studium 1840 mit dem Staatsexamen und der Promotion zum Dr. med. et chir. ab. Anschließend assistierte er Gustav Biedermann Günther am Kieler Friedrichshospital. Danach arbeitete er kurzzeitig in Barlt und zog 1841 nach Marne, wo er eine Praxis als praktischer Arzt eröffnete.

## Wirken als Heimatforscher
Hartmann forschte insbesondere zur Frühgeschichte Dithmarschens. Nahe Eddelak entdeckte er die erste frühgeschichtliche Wurtensiedlung mit Gefäßen aus Ton, Zettelstreckern (Gewichte für Webstühle), Spindel- und Schleifsteinen. Außerdem fand er eine Ansiedlung auf der Fahrstedter Wurt, zu der er umfassende Notizen machte.
Hartmann sammelte zahlreiche Gegenstände aus dem bäuerlichen Umfeld wie Trachten und Münzen. Diese lagerte er in Räumlichkeiten, die sich neben seinem Skatclub befanden und aus denen das heutige Marner Skatklub-Museum hervorging. Außerdem fand er in der Marner Apotheke eine Loseblattsammlung. Es handelte sich um eine Abschrift der „historischen Relation“ von Hans Dethleff.

## Familie
Am 25. September 1845 heiratete Hartmann in Süderrade Sophie Caroline Friederike Gerling (* 16. September 1823), deren Vater Friedrich Gottlieb Gerling als Landwirt arbeitete. Das Ehepaar bekam zehn Kinder. Die Tochter Clara Maria Henriette Amalie (* 1846) heiratete Carl Gottlieb Bünz. Der Sohn Carl Friedrich Gottlieb (1849–1912) arbeitete als Apotheker in Hennstedt und Brunsbüttel. Der Sohn Friedrich Wilhelm Hermann Rudolph (1852–1922) war ein Sanitätsrat in Meldorf.